# Roberto Mancini (poliziotto)
Roberto Mancini (Roma, 27 luglio 1960 – Perugia, 30 aprile 2014) è stato un poliziotto italiano.
È conosciuto per essere stato il primo poliziotto che con la sua squadra ha indagato sullo sversamento illegale di rifiuti speciali e tossici nei territori della Campania, che verranno poi indicati come terra dei fuochi, e sulle attività della camorra collegate.

## Biografia
Frequenta il Liceo Ginnasio Statale Augusto di Roma e qui collabora con il collettivo studentesco di estrema sinistra; per le sue idee politiche verrà in seguito soprannominato "il poliziotto comunista" o "il poliziotto con il Manifesto". Terminati gli studi si arruola nella Polizia di Stato nel 1980.
La sua più importante attività è legata ad indagini sulla camorra e traffico di rifiuti. A partire dal 1994, insieme alla sua squadra, comincia a svolgere delicate indagini sul clan dei Casalesi, fino a produrre una preziosa informativa che nel 1996 consegna alla direzione distrettuale antimafia di Napoli. Durante le indagini furono svolti, nel territorio del Casertano, numerosi sopralluoghi, servizi di osservazione e pedinamento, nonché sequestri di diversi appezzamenti di terreno, indicati dal pentito Carmine Schiavone, come luogo di seppellimento di rifiuti tossico-nocivi e radioattivi, dove Roberto Mancini e la sua squadra scavarono in profondità alla loro ricerca. L'indagine vede coinvolto l'avvocato Cipriano Chianese principale intermediario tra le aziende e i Casalesi nello smaltimento illecito di rifiuti pericolosi nelle discariche abusive tra Caserta e Napoli.
Dopo diversi anni, durante i quali le indagini vengono ostacolate e lo stesso Mancini trasferito, il pubblico ministero Alessandro Milita riapre le indagini, convocando Mancini e i colleghi della sua squadra a testimoniare nel processo per disastro ambientale e inquinamento delle falde acquifere in Campania. Il procedimento, in Corte di assise, inizia nel 2011 e vede tra i principali imputati il "broker dei rifiuti", ovvero l'avvocato Cipriano Chianese, il quale viene condannato a 20 anni nel 2016 in primo grado, ridotti a 18 anni in Cassazione nel 2021. Tra il 1998 e il 2001 Mancini collabora con la Commissione rifiuti della Camera, svolgendo numerose missioni in Italia e all'estero.
Il contatto ravvicinato con rifiuti tossici e radioattivi durante la sua attività investigativa lo porta a contrarre il linfoma non-Hodgkin, che gli viene diagnosticato nel 2002. Anche altri  colleghi componenti della sua squadra, nello stesso periodo, contraggono gravi patologie compatibili con il contatto ravvicinato a rifiuti tossici e radioattivi.
A seguito della certificazione del comitato di verifica del Ministero delle Finanze, attestante che il suo tumore del sangue dipende da "causa di servizio", gli venne riconosciuto un indennizzo di 5 000 euro, giudicati dal Mancini stesso insufficienti anche per il rimborso delle sole spese mediche.
Muore il 30 aprile 2014, lasciando la moglie e una figlia; ai funerali, che si tennero a Roma presso la basilica di San Lorenzo al Verano, parteciparono numerosi rappresentanti della Polizia di Stato e il parroco del rione Parco Verde di Caivano, don Maurizio Patriciello. Riposa nel cimitero monumentale del Verano di Roma.

## Riconoscimenti
Nel settembre 2014, in seguito a manifestazioni, petizioni, l'impegno di alcuni amici e colleghi, della famiglia e di alcuni parlamentari, a Roberto Mancini viene finalmente riconosciuto lo status di “vittima del dovere” che certifica la connessione tra la malattia e il servizio prestato, riconoscendo il suo importantissimo lavoro e il sostegno alla sua famiglia.

## Influenza culturale
- Io non mi arrendo, regia di Enzo Monteleone – miniserie TV (2016)[11]
- La collina delle viole (una canzone per Roberto Mancini) – canzone scritta e interpretata da Michele Ferigo, regia di Massimo Piccolo (2017)